# Jevhen Budnik
Jevhen Vitalijovyč Budnik (in ucraino Євген Віталійович Буднік?; Luc'k, 4 settembre 1990) è un calciatore ucraino, attaccante dello Ypsonas.

## Carriera
Ha giocato nella massima serie dei campionati ucraino, ceco, bielorusso, greco, estone, armeno ed indonesiano.